# Stein Huysegems
Stein Huysegems, né le 16 juin 1982, est un footballeur international belge de football qui évolue au poste d'attaquant.

## Biographie
En juin 2006, il signe un contrat de 4 ans avec le Feyenoord Rotterdam. Il ne parvient jamais à percer au Feyenoord Rotterdam donc en juillet 2007, il signe un contrat de 3 ans avec le FC Twente.
En janvier 2009, il signe au KRC Genk.
Le 5 octobre 2014, après deux saisons dans le championnat australien, il revient en Belgique et signe un contrat pour deux saisons en faveur du KFC Dessel Sport, un club de Division 2.

## Palmarès
Lierse SK
- Coupe de Belgique
  - Vainqueur (1) : 1999
- Supercoupe de Belgique
  - Vainqueur (1) : 1999

 KRC Genk
- Coupe de Belgique
  - Vainqueur (1) : 2009